# کرتلند ۲۷۷۷۶
سیارک ۲۷۷۷۶ (به انگلیسی: 27776 Cortland، نامگذاری:1992DH1) بیست و هفت هزار و هفتصد و هفتاد و ششمین سیارک کشف شده‌است که در ۲۵ فوریه ۱۹۹۲ کشف شد.